# Méthode anatomoclinique
Laennec (1781-1826) définit la méthode anatomoclinique comme une « méthode d'étude des états pathologiques basée sur l'analyse de l'observation des symptômes ou des altérations de fonctions qui coïncident avec chaque espèce d'altérations d'organes ». Elle sert notamment à l'étude de anatomopathologie, branche de l’anatomie consacrée à l'étude lésions des maladies sur le corps humain.
Pour Jean-Martin Charcot (1825-1893), le principe anatomoclinique consistait en « l'étude soigneuse des symptômes associée à la constatation du siège anatomique des lésions après la mort ».

## Grandes étapes
- Création de la méthode anatomoclinique : Giovanni B. Morgagni au XVIIIe siècle.
- Développement de la méthode anatomoclinique : Xavier Bichat 1771-1802, puis R. Laennec 1781-1826
- Utilisation systématique de la méthode par Charcot.

## Histoire
Giovanni Battista Morgagni (1682-1771), professeur de médecine à Padoue et anatomiste, peut être considéré comme le premier anatomopathologiste moderne. Il entreprit d'établir une relation de cause à effet entre les lésions constatées chez le cadavre et la sémiologie clinique. Il fonda à ce titre la « méthode anatomoclinique ». 
Contrairement à Boerhave qui ne cherchait dans l'autopsie qu'une confirmation du diagnostic clinique, Morgagni construisit autour de l'anatomie pathologique un véritable système de pensée devant déboucher sur une classification rationnelle des maladies (nosologie). Morgagni publia ainsi en 1761, à Venise, le premier ouvrage d'anatomie pathologique De sedibus et causis morborum per anatomen indagatis. Morgagni, cependant, ne se livra qu'à une analyse macroscopique des lésions. Il n'utilisa pas le microscope, pourtant utilisé au siècle précédent par Leeuwenhoek et très vraisemblablement connu de lui.
La méthode anatomoclinique connut sa principale expansion à Paris au début du XIXe siècle. L'indépendance d'esprit qui y régnait après la Révolution permit l'émergence d'une école originale affranchie des principes d'Hippocrate. Xavier Bichat (1771-1802), chirurgien de l'Hôtel-Dieu, reconnaît et analyse la notion de « tissu ». Dans la lignée de Morgagni, Bichat développe la méthode anatomoclinique. Selon lui, « Disséquer en anatomie, faire des expériences en physiologie, suivre des malades et ouvrir des cadavres en médecine, c'est là une triple voie hors laquelle il ne peut y avoir d'anatomiste, de physiologiste ou de médecin ». Après Bichat, la méthode anatomoclinique permit à l'École française de médecine de franchir la première étape de l'évolution qui conduisit à la médecine contemporaine.